# الحزب الشيوعي الكردستاني (تركيا)
الحزب الشيوعي الكردستاني (بالكردية: Partiya Kommunistê Kurdistan؛ بالتركية: Kürdistan Komünist Partisi؛ يُختصر KKP) هو حزب سياسي محظور في تركيا تأسس في عام 1982 باعتباره فرع كردي لحزب العمال الشيوعي التركي (TKEP). بين عامي 1980 و1982، كان لدى الحزب منظمة كردية مستقلة (كوردستان أوزيرك أورغوتي). في عام 1990، أصبح الحزب حزبًا مستقلاً، وهو بقيادة محمد باران.
وفقًا لبرنامج حزبه، الهدف من الحزب الشيوعي الكردستاني هو إنشاء جمهورية كردستانية شعبية اشتراكية. كان أعضاء الحزب مثل سنان تشيفتيريك من بين مؤسسي حزب الحرية والاشتراكية الذي تأسس في عام 2011.
المنشور الرئيسي للحزب الشيوعي الكردستاني هو دينغيه كردستان. وللحزب لجنة في ألمانيا أيضاً.